# La Fayette (1992)
La Fayette – francuska fregata rakietowa typu La Fayette wchodząca w skład Marynarki Wojennej Francji. Swoją nazwę okręt otrzymał na cześć generała Marie Joseph de La Fayettea. 
Fregata została zbudowana w 1992 roku w stoczni wojennej Lorient. Oficjalnie okręt wszedł w skład marynarki wojennej 22 marca 1996 roku. "La Fayette" brał udział w wielu operacjach morskich m.in. w operacji "Héraclès" na Oceanie Indyjskim (2002) oraz w misji wojskowej podczas trwania wojny w Libanie w 2006 roku.
Główną bazą domową okrętu jest śródziemnomorski port w Tulonie na południu Francji.

## Uzbrojenie
Okręt jest uzbrojony w wyrzutnie pocisków przeciwlotniczych Crotale oraz przeciwokrętowych Exocet. Oprócz tego fregata jest wyposażona w działo kaliber 100 mm oraz dwa działka kaliber 20 mm. Wsparcie lotnicze zapewnia jeden śmigłowiec, którym najczęściej jest model Eurocopter Panther lub NHI NH90.

## Galeria

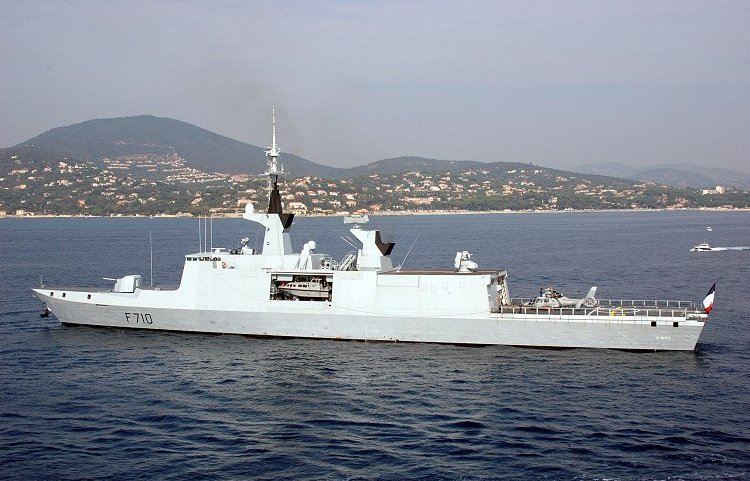
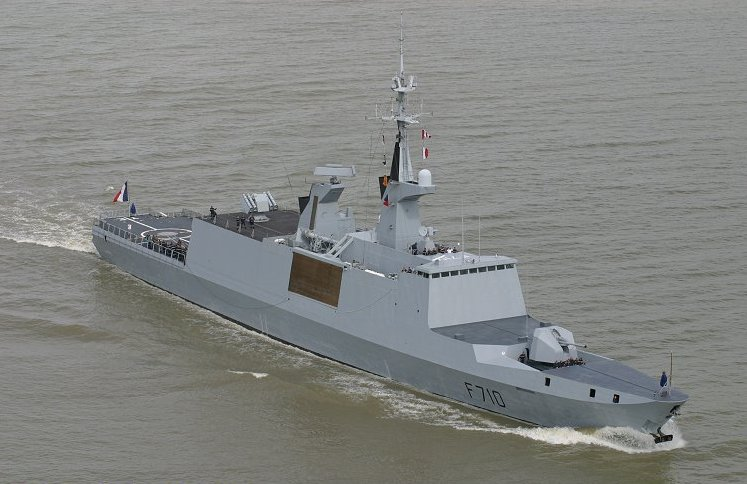
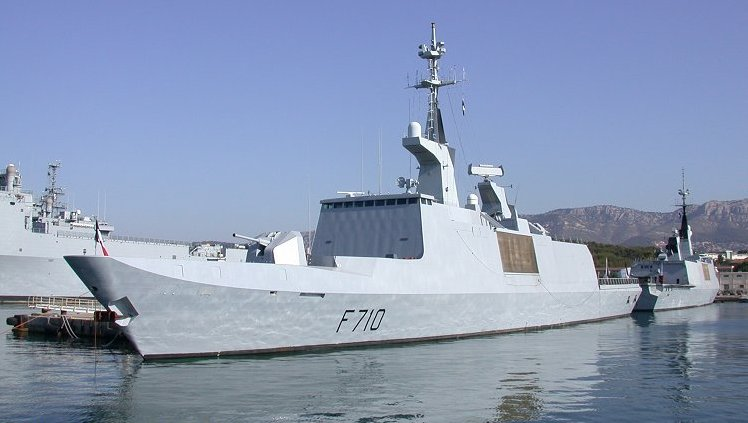
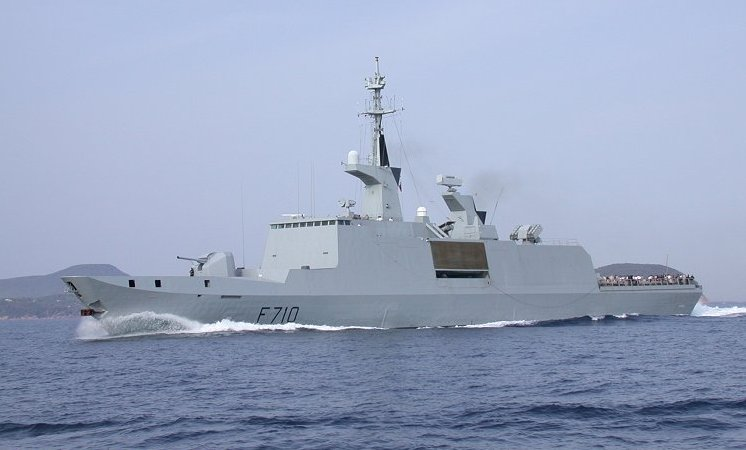
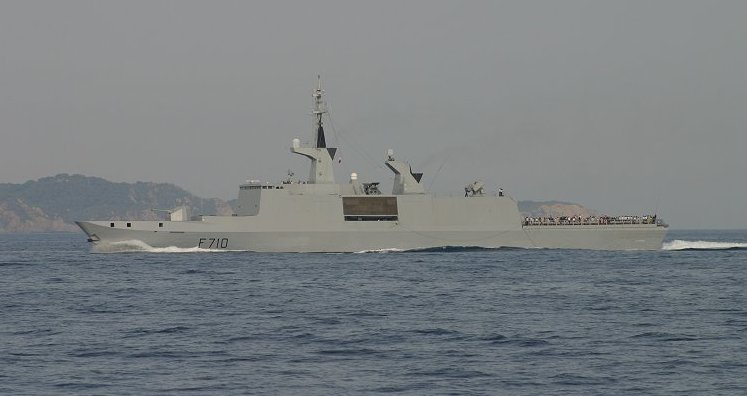